# Ventas rumba

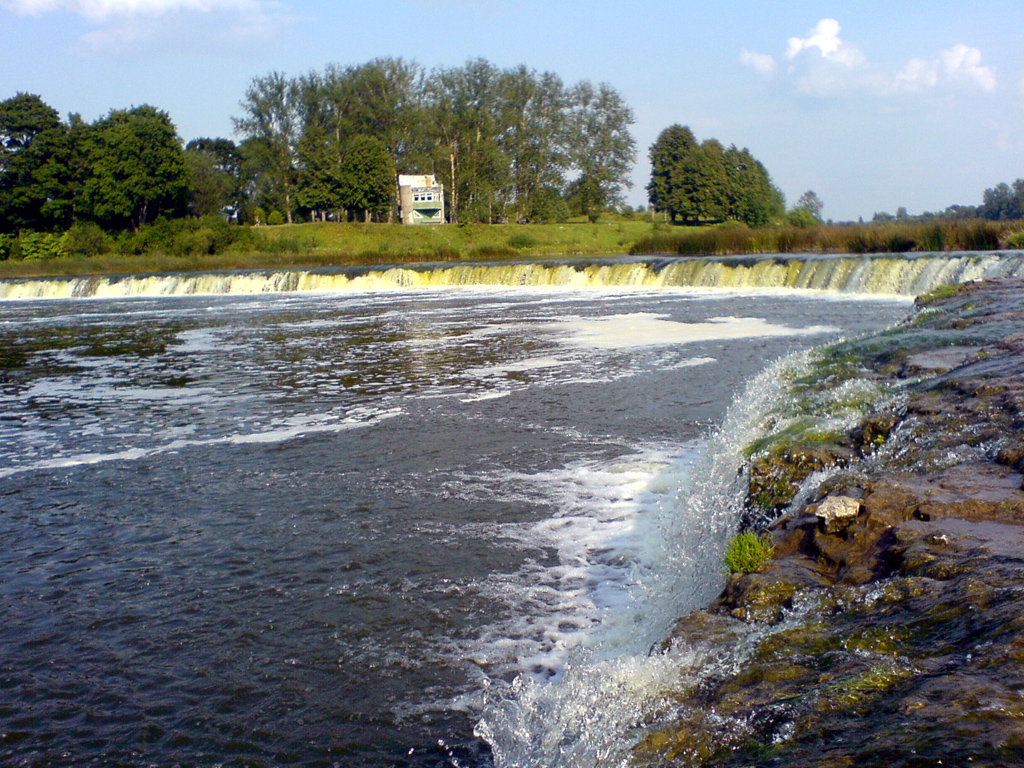
Ventas Rumba, Ansicht von Süden, im Wasserfall

Ventas Rumba, Blick von der Alten Brücke

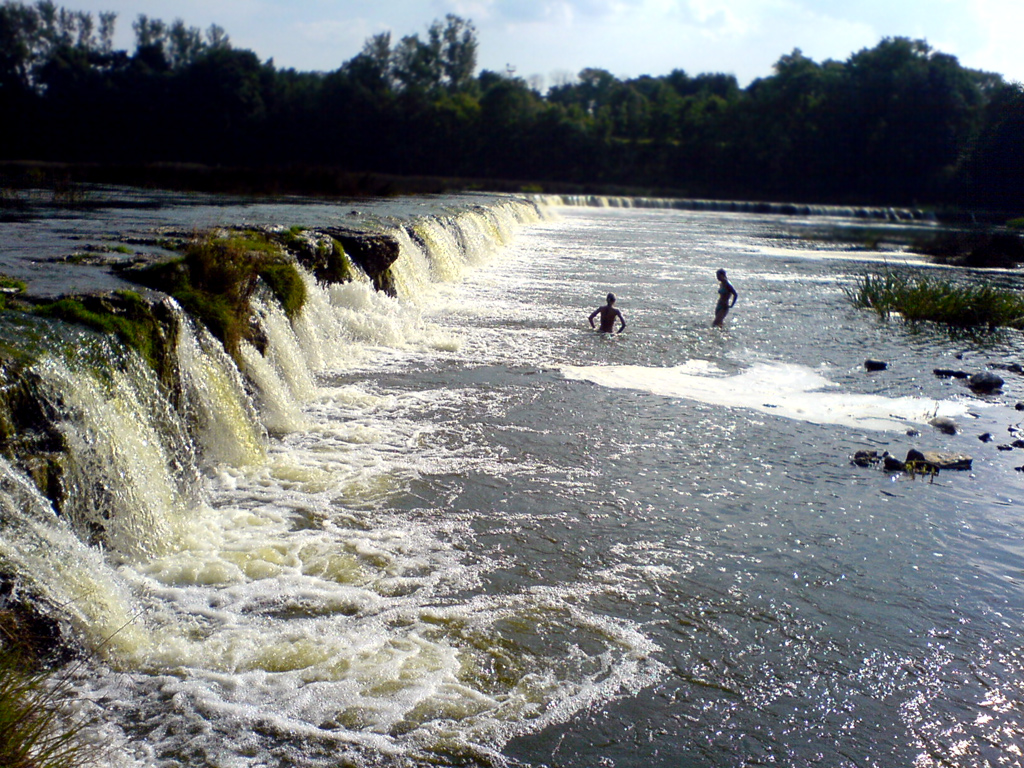
Ventas Rumba, Ansicht vom Nordufer

Ventas Rumba (alter deutscher Name: „Windauer Rummel“) ist ein Wasserfall des Flusses Venta (deutsch: Windau) in Kuldīga (deutsch: Goldingen), Lettland. Er liegt in der Nähe des Zentrums der Kleinstadt und gilt als breitester Wasserfall Europas. Das Wasser der Venta stürzt auf einer Breite von 240 Metern über eine Dolomitbarriere, die Fallhöhe beträgt je nach Wasserstand 180 bis 220 Zentimeter. Der Wasserfall ist annähernd doppelt so breit wie der ungleich bekanntere Rheinfall.

## Geschichte
Herzog Jakob Kettler von Kurland ließ für die Ventas Rumba im 17. Jahrhundert Einrichtungen erfinden, um springende Lachse zu fangen. Der Wasserfall wurde als der Ort bekannt, an dem sich „Lachse aus der Luft fangen lassen“. Die Fangstation wurde aber wieder geschlossen, nachdem einer der kurländischen Erbherzöge beim Versuch, einen Lachs mit der Hand zu fangen, ins Wasser gestürzt und ertrunken war.

## Tourismus
Ventas Rumba ist eine der Hauptattraktionen von Kurzeme (deutsch: Kurland) und touristisch entsprechend gut ausgebaut.
Südlich des Wasserfalls liegt das Stadtzentrum von Kuldīga mit dem Schlosspark und zahlreichen historischen Gebäuden.
Das Nordufer von Ventas Rumba lässt sich bequem über die aus dem Jahre 1874 stammende, längste Backsteinbrücke Europas (Alte Brücke) erreichen. Von hier bietet sich ein schöner Blick über die Venta. In den Sommermonaten ist es möglich, den Wasserfall zu Fuß über die Abbruchkante zu überqueren.
Das Baden im Wasserfall ist möglich, jedoch gibt es keine markierten oder bewachten Strände. Das Fischen ist in unmittelbarer Nähe von Ventas Rumba nicht gestattet, um die Wanderung von Fischen, hauptsächlich Zährten und auch Lachse, nicht zu beeinträchtigen.